# Rolf Lohmann

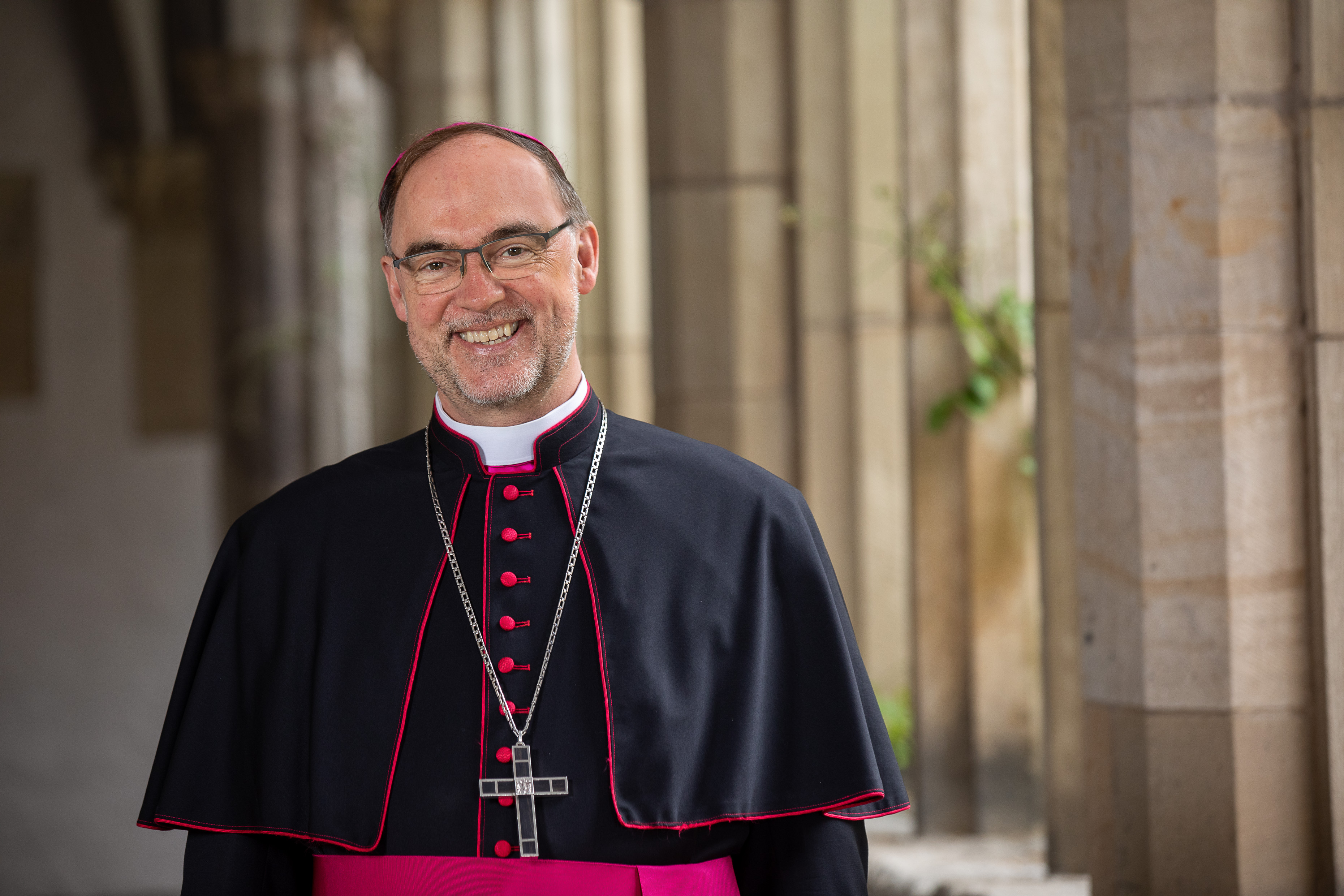
Rolf Lohmann

Bischofswappen von Rolf Lohmann

Rolf Lohmann (* 21. Februar 1963 in Hamm) ist ein deutscher Geistlicher und Römisch-katholischer Weihbischof in Münster.

## Leben
Rolf Lohmann wuchs in Westtünnen auf studierte nach seinem Abitur am Beisenkamp-Gymnasium Hamm Philosophie und Katholische Theologie an der Westfälischen Wilhelms-Universität Münster und an der Ludwig-Maximilians-Universität München. Lohmann empfing am 14. Mai 1989 im St.-Paulus-Dom in Münster durch den Bischof von Münster, Reinhard Lettmann, das Sakrament der Priesterweihe.
Anschließend war er Kaplan in der Pfarrei St. Laurentius in Coesfeld und ab 1993 Pfarrvikar in der Pfarrei St. Johannes der Täufer in Billerbeck. Rolf Lohmann wurde 1997 Pfarrer der Pfarrei St. Ida in Herzfeld und Wallfahrtsrektor an der Wallfahrtskirche St. Ida. 2003 wurde er zudem zum Pfarrer der Pfarrei Ss. Cornelius und Cyprianus in Lippborg bestellt. 2007 erfolgte die Ernennung zum nichtresidierenden Domkapitular des Münsteraner Domkapitels. 2011 folgte er Stefan Zekorn als Wallfahrtsrektor und Pfarrer an der Marienbasilika im niederrheinischen Kevelaer.
Papst Franziskus ernannte ihn am 25. April 2017 zum Titularbischof von Gor und zum Weihbischof in Münster. Rolf Lohmann ist als Regionalbischof für die Region Niederrhein mit Sitz in Xanten zuständig und folgt in diesem Amt Wilfried Theising. Die Bischofsweihe spendete ihm der Bischof von Münster, Felix Genn, am 8. Juli 2017 im St.-Paulus-Dom in Münster. Mitkonsekratoren waren Theodorus Cornelis Maria Hoogenboom, Weihbischof in Utrecht, und Weihbischof Wilfried Theising aus Münster. Sein Wahlspruch lautet: Vos estis lux mundi („Ihr seid das Licht der Welt“, Mt 5,14 ). In der Deutschen Bischofskonferenz gehört er der Pastoralkommission und der Kommission für gesellschaftliche und soziale Fragen an. Er ist zudem Vorsitzender der Arbeitsgruppe für ökologische Fragen der Kommission für gesellschaftliche und soziale Fragen der Deutschen Bischofskonferenz. Seit November 2017 ist er als Regionalbischof auch für das Kreisdekanat Recklinghausen zuständig.
Rolf Lohmann engagiert sich für zahlreiche Projekte im Heiligen Land.
2010 wurde er von Kardinal-Großmeister John Patrick Kardinal Foley zum Offizier des Ritterordens vom Heiligen Grab zu Jerusalem ernannt und am 9. Oktober 2010 durch Reinhard Marx, Großprior der deutschen Statthalterei, investiert. Er ist Mitglied im Deutschen Verein vom Heiligen Lande. Seit 2019 ist er Großoffizier des Päpstlichen Laienordens.
Er ist seit Studientagen Mitglied der Winfridia Münster im Verband der Wissenschaftlichen Katholischen Studentenvereine Unitas.